# Maruša Černjul
Maruša Černjul (né le 30 juin 1992 à Celje) est une athlète slovène, spécialisée dans le saut en hauteur.
Elle représente son pays lors des Jeux olympiques de 2016 à Rio de Janeiro. Elle ne réussit pas à se qualifier pour la finale.
Elle participe aux Championnats du monde d'athlétisme 2017 à Londres.
Ses records personnels sont 1,93 m en plein air (Celje 2016) et 1,91 m en salle (Glasgow 2019).

## Palmarès
| Date | Compétition                       | Lieu      | Résultat | Marque |
| ---- | --------------------------------- | --------- | -------- | ------ |
| 2009 | Festival olympique de la jeunesse | Tampere   | 10e      | 1,70 m |
| 2016 | Championnats d'Europe             | Amsterdam | 9e       | 1,89 m |
| 2017 | Championnats des Balkans en salle | Belgrade  | 1re      | 1,86 m |
| 2017 | Championnats d'Europe par équipes | Tel Aviv  | 1re      | 1,88 m |
| 2019 | Championnats d'Europe en salle    | Glasgow   | 10e      | 1,91 m |
| 2019 | Championnats d'Europe par équipes | Varazdin  | 3e       | 1,90 m |

## Records
| Épreuve         | Épreuve   | Marque | Lieu    | Date         |
| --------------- | --------- | ------ | ------- | ------------ |
| Saut en hauteur | Plein air | 1,93 m | Celje   | 18 juin 2016 |
| Saut en hauteur | En salle  | 1,91 m | Glasgow | 3 mars 2019  |